# Max Schroer
Max Hubert Otto Schroer (* 25. März 1892 in Schmiedeberg; † 11. Januar 1960 in Berlin-Charlottenburg) war ein deutscher Maler und Schriftkünstler.

## Leben und Werk
Max Schroer wurde am 25. März 1892 in der kleinen sachsen-anhaltischen Stadt Schmiedeberg (heute Bad Schmiedeberg) im Landkreis Wittenberg geboren.
Seine künstlerische Ausbildung erhielt Schroer an der Kunstgewerbe- und Handwerkerschule in Magdeburg, an der Handwerker- und Kunstgewerbeschule in Bielefeld sowie an der Akademie der Künste in Dresden. Er schuf Aquarelle und Ölgemälde. Seine Werke – stimmungsvolle, farbenfrohe Landschaften, Parks und Stadtansichten – zeigen vor allem Ansichten seiner Wohnorte, darunter Szenen in Dresden, die Landschaft an der Elbe und Motive in Berlin, wo er sich in den 1920er Jahren niedergelassen hatte.

Nach dem Ersten Weltkrieg nahm Schroer im Jahr 1919 in Bielefeld an der ersten Ausstellung der zehn Jahre zuvor gegründeten westfälischen Künstlergruppe Rote Erde teil, die sich ganz der modernen Kunst verpflichtet sah. Der Rezensent Heinrich Becker schrieb 1920 über ihn: 

„Als einer, der noch nicht mit sich im Reinen ist, erscheint Max Schröer. Vor einem Jahre sah man zwischen den Dresdenern ein paar Landschaften von ihm, die nüchtern und befangen wirkten. Diesmal gibt er sich wesentlich freier in sonnigen Waldstücken und mit Feingefühl in ein paar durchsichtigen Aquarellen aus der Gegend Dresdens. Auf die geistige Nähe Dresdens weisen auch die sich an Ludwig von Hofmann anlehnenden figürlichen Kompositionen hin. Hier ist noch Vieles im Werden; […]“

Im Alter von 36 Jahren heiratete Max Schroer am 27. September 1928 in Berlin-Charlottenburg die in Berlinchen (Kreis Soldin) geborene Telefonistin Anna Ida Luise Bartel (1891–1964). Seine Wohnadresse lautete zu diesem Zeitpunkt noch Schillerstraße 44 in Berlin-Charlottenburg.
Ab den 1930er Jahren und bis zu seinem Tod wohnte Schroer in Charlottenburg in der Wilmersdorfer Straße 36. Dort betrieb er neben seiner künstlerischen Tätigkeit eine Werkstatt für Reklameschilder, die bis Ende der 1950er Jahre in den Berliner Telefonbüchern unter verschiedenen Bezeichnungen nachweisbar ist, zunächst als „Reklame-Kunst“ (1937), später als „Werbe-Werkstatt“ (1959).
Max Schroer starb am 11. Januar 1960 im Alter in seinem 68. Lebensjahr im Städtischen Krankenhaus Westend in Berlin-Charlottenburg. Im standesamtlichen Sterberegister wird sein Beruf mit „Schilderhersteller“ angegeben.

## Werke (Auswahl)
datierte Werke:
- Elbe im Böhmischen (1920) (Link zum Bild auf askart.com)
- Havellandschaft mit gruener Pforte (1928)
- Herbstlicher Park mit Flußlauf (1930), 100 × 85 cm, Öl auf Leinwand (Link zum Bild auf mutualart.com)
- Charlottenburger Tor mit Blick auf die Siegessäule in Berlin (1942), (Link zum Bild auf invaluable.de)
- Der lustige Schimmel (1947) nach dem gleichnamigen Bild von Julius Paul Junghanns
- Sommerliche Dorfidylle (1948), Öl auf Leinwand, 49 × 58 cm (Link zum Bild auf lot-tissimo.de)

Entstehungsdatum unbekannt:
- Stadtansicht von Dresden
- Blick auf Dresden
- Kunstakademie Dresden, Öl auf Leinwand, 46 × 60 cm
- Berliner Tiergarten, Öl auf Malkarton (Link zum Bild auf arcadja.com)
- Sommertag im Park, Öl auf Karton auf Faserplatte aufgelegt, 47 × 71 cm (Link zum Bild auf artnet.de)
- Blumenbeet in Parklandschaft, 47,5 × 37 cm (Link zum Bild auf arcadja.com)
- Szene mit trauernden Menschen in karger Landschaft, Öl auf Pappe (Link zum Bild auf arcadja.com)